# 6616 Plotinos
6616 Plotinos è un asteroide della fascia principale. Scoperto nel 1971, presenta un'orbita caratterizzata da un semiasse maggiore pari a 2,416111 UA e da un'eccentricità di 0,121364, inclinata di 6,100206° rispetto all'eclittica. Ha un diametro di 4,054 km, un periodo di rotazione di 14,624 ore e un'albedo di 0,205.
Fa parte della famiglia di asteroidi Vesta.
L'asteroide è dedicato al filosofo greco Plotino. 